# Kobzar (livre)
Pour le sens général, voir Kobzar.
Le Kobzar (ukrainien : Кобзар, dans l'orthographe de l'époque Кобзарь, le Barde) est un recueil de poèmes de Taras Chevtchenko publié pour la première fois en 1840.
La première édition comprenait huit poèmes, la censure russe interdisait certains vers  :
- « Mes pensées » ;
- Le kobzar errant ;
- Kateryna ;
- Le Peuplier ;
- Une pensée ;
- À Osnovianenko ;
- Ivan Pidkova ;
- La Nuit de Taras.

## Versions
- 1867, publication par D. Kozhanchikov, éditeur russe.
- 1875, Alexandre et Sofia Roussova s’exilèrent pour Prague et y traduire le Kobzar. Dans le second volume apparaissent dix-huit poèmes pour la première fois.
- 1878, à Genève, Mykhaïlo Drahomanov en publie une version de poche.
- 1889, première publication à Kiev.